# Sam Notaire
Sam Notaire nimmt unter den fünf Stadtbezirken der Großstadt Ville de Guédiawaye die Stadtmitte ein mit dem Rathaus Hôtel de ville. Ferner ist hier der Sitz der Präfektur des Arrondissement de Sam Notaire. Wie die Gesamtstadt ist auch der Stadtbezirk ein Teil der Metropolregion Dakar, gelegen im zentralen Westen Senegals. Die Stadtbezirke von Guédiawaye haben jeweils den Status einer Gemeinde (commune).

## Geografie
Sam Notaire liegt an der Nordküste der Cap-Vert-Halbinsel und nimmt in Guédiawaye das Zentrum des Stadtgebiets ein. Der Stadtbezirk hat auf rund 1100 Meter Länge Anteil am Sandstrand der Grande-Côte und reicht von dort rund 1700 Meter weit nach Süden ins Hinterland.
Der Stadtbezirk hat eine Fläche von 2,7030 km². Wie alle Stadtbezirke von Guédiawaye ist auch Sam Notaire fast vollständig bebaut und dicht besiedelt. Alle Bezirke gehen baulich nahtlos ineinander über. Sam Notaire ist aber auch mit den südlichen Nachbarbezirken Pikine Nord und Djidah Thiaroye Kao der Ville de Pikine baulich zusammengewachsen. 

## Geschichte
Im Jahr 1996 wurde die städtische Kommune Guédiawaye in die fünf communes d’arrondissement Golf Sud, Sam Notaire, Wakhinane Nimzatt, Ndiarème Limamoulaye und Médina Gounass unterteilt und diese wiederum wurden in der Großstadt Ville de Guédiawaye zusammengefasst; ähnlich der kommunalen Gliederung der Hauptstadt Dakar. Im Jahr 2014 erhielt Golf Sud, wie in Senegal alle communes d'arrondissement, den landesweit einheitlichen Status einer Gemeinde (commune).

## Bevölkerung
Die letzten Volkszählungen ergaben für den Stadtbezirk jeweils folgende Einwohnerzahlen:
| Jahr | Einwohner |
| ---- | --------- |
| 2002 | 58.864    |
| 2013 | 78.660    |
| 2023 | 80.566    |

## Verkehr
Sam Notaire liegt nördlich der Verkehrsachsen der Cap-Vert-Halbinsel, auf denen der West-Ost-Verkehr zwischen der Metropole Dakar und dem Rest des Landes fließt. Diesem Verkehr dienen die Nationalstraße N 1, ferner die Bahnstrecke Dakar–Niger, und die mautpflichtige Autoroute 1.
In Sam Notaire selbst dienen innerörtlich der Boulevard El Hadj Omar Tall und überörtlich die Route des Niayes sowie die vierstreifige Schnellstraße Voie de Dégagement Nord (VDN) als Hauptverkehrsachsen. Sie verbinden den Stadtbezirk in Richtung Westen über Cambérène und Parcelles Assainies mit der Innenstadt von Dakar. Während die VDN parallel zum Strand der Atlantikküste verläuft und im Nordosten weiter nach Malika führt und vorläufig nahe des Lac Rose in Tivaouane Peulh-Niaga endet, führt die Route des Niayes von Westen durch den Stadtbezirk und weiter nach Süden, vorbei am Bahnhof Gare de Thiaroye zur Anschlussstelle 7 der mautpflichtigen Autoroute 1. So hat Sam Notaire schnelle Verbindungen in Westrichtung mit der Hauptstadt Dakar und in Ostrichtung mit dem internationalen Flughafen Dakar-Blaise Diagne, sowohl mit dem öffentlichen Personennahverkehr als auch mit anderen Kraftfahrzeugen.